# Anisobas rebellis
Anisobas rebellis là một loài tò vò trong họ Ichneumonidae.